# 野崎奈菜
野崎 奈菜（のざき なな、2005年7月26日 - ）は、日本の元ファッションモデル。神奈川県出身。元スターダストプロモーション制作1部所属。

## 略歴
2018年、第22回ニコラモデルオーディションでグランプリを受賞し、ニコラ専属モデル（ニコモ）となる。同誌2018年12月号から始まった次世代エースモデルを選抜するプロジェクト「Top of nicola MODEL」（TNM）に参加する。2019年3月28日に東京都内で開催された「ニコラ東京開放日2019」に登壇、同イベントではTNM総合ランキングが発表され、第4位となる。2020年4月号で初表紙を飾る。
2021年からは、KEISUKEの『RPG』のミュージックビデオへの出演、日本テレビのバラエティ番組『超無敵クラス』でのレポーターなどモデル以外へも活動の幅を広げている。

## 人物
- インスタグラムのアカウントを開設し、写真を投稿している。うさぎの着ぐるみ姿が特に好評であったことを同アカウントで明らかにした[12]。
- ぜんざいを好む。伊勢神宮参拝の折には、赤福ぜんざいを食した[13][14]。

## 出演

### テレビ番組
- 超無敵クラス（2021年10月26日 - 12月7日・2022年1月4日 - 、日本テレビ）[10][11]

### オーディオドラマ
- 色のない世界で、君と（2021年11月22日 - 2022年1月17日、全9話、Spotify） - 中学同級生女子B 役[15][16]

### MV
- KEISUKE 「RPG」（2021年）[2][9]

### 広告
- 江崎グリコ パナップ（2019年7月23日）期間限定ショップ「パパパパパナップパフェショップ」オープニングイベント[17][18][19]

## 書籍

### 雑誌
- nicola（2018年10月号 - 、新潮社） - 専属モデル[20]

### デジタル写真集
- PROTO STAR 野崎奈菜（JUPIMAR）
  - vol.1（2020年11月13日）[21]
  - vol.2（2021年4月23日）[22]